# Pandan Jaya (Madang Suku II)
Pandan Jaya is een bestuurslaag in het regentschap Ogan Komering Ulu van de provincie Zuid-Sumatra, Indonesië. Pandan Jaya telt 1870 inwoners (volkstelling 2010).